# Ezequiel Peña
Ezequiel Peña Hernández (San José del Valle, Nayarit, México; 3 de diciembre de 1968) es un cantante de música regional mexicana. En su carrera ha grabado canciones con mariachi, banda, tecnobanda, y norteño.

## Carrera
A los 19 años de edad, su vida dio un rotundo cambio, pues emigró a los Estados Unidos. Tiempo después hizo su primer demo en 1990 para después ser vocalista titular de Banda Vallarta Show por tres años, y posteriormente lanzarse como solista.
Tomando en cuenta el primer demo y tres álbumes con Vallarta Show, Ezequiel tiene ya 16 grabaciones, titulándose la más reciente 'El de Nayarit', del cual se desprende el primer sencillo 'Beso a beso', compuesto por Abelardo Flores.
Pero quizás los éxitos por los cuales el público lo sigue recordando e idolatrando, son los temas Esa chica me vacila y Provócame, mismos que hiciera famoso cuando aún estaba al frente de la Banda Vallarta Show.
Es llamado el El Charro de México, y también es conocido como el Rey de la Banda y el Mariachi y el Cheque Peña.

## Detalle trágico
En un rodeo de Riverside, California, mientras el intérprete cantaba ante su público su Equino se movía con gracia ante la música, cuando intempestivamente cayó al suelo, convulsionándose ante la sorpresa de Ezequiel, que pudo bajar a salvo tras el desplome del animal. 
El cantante se acercó desesperado a su caballo, mientras la gente de su equipo trataba de quitarle la montura y el bozal para auxiliarlo a superar la crisis.
Los veterinarios llegaron a la conclusión que el caballo murió de un paro cardiaco, a pesar de que gozaba de buena salud. 
Ezequiel ya tenía 9 años con el animal y al morir este, Ezequiel pidió un aplauso al público para su Equino, al que consideró no sólo su familiar sino un fiel compañero en sus actuaciones en vivo.

## Discografía
- 2017 Esclavo de tu voluntad
- 2011 Sin censura
- 2009 Un tributo a mi ídolo
- 2008 20 Herraduras de Oro (Edición Especial)
- 2007 Al 100%
- 2007 Enamorado...y adolorido
- 2006 A mucha honra
- 2006 El Rey de la Banda y el Mariachi
- 2005 El de Nayarit
- 2005 Nuestra tradición: La charrería (CD/DVD)
- 2003 Viva la banda
- 2002 Con sangre de ranchero
- 2002 Los grandes de la música
- 2001 Amor de charro
- 2000 El nuevo charrro de México
- 1999 A todas las que amé
- 1998 Ezequiel Peña
- 1998 No más contigo
- 1997 Me dicen el tirador
- 1996 Orgullo ranchero
- 1995 Yo vendo unos ojos verdes
- 1994 El tirador (con la Banda Vallarta Show)

Ezequiel Peña ha cantado varios temas de compositor Emilio Carrillo.

## Página oficial
- Ezequiel Peña

- Datos: Q8847212